# Tōhoku (Aomori)
Tōhoku (東北町?) è una cittadina giapponese della prefettura di Aomori.